# گیوی کارتوزیا
گیوی کارتوزیا (گرجی: გივი კარტოზია؛ ۲۹ مارس ۱۹۲۹ – ۳ آوریل ۱۹۹۸) کشتی‌گیر فرنگی گرجی‌تبار اهل شوروی بود.
وی در مسابقات کشوری و بین‌المللی در مجموع برندهٔ ۵ مدال طلا، ۱ مدال برنز شده‌است.